# Mana Endō
Mana Endō (jap. 遠藤 愛, Endō Mana; * 6. Februar 1971 in Fukuyama, Präfektur Hiroshima) ist eine ehemalige japanische Tennisspielerin.

## Karriere
Mana Endō spielt seit ihrem siebten Lebensjahr Tennis. Ihre Profikarriere begann sie 1991. Nebenbei schloss sie 1993 ihr Studium an der Universität Tsukuba ab.
Ihre besten Platzierungen in der Weltrangliste erreichte sie 1994 mit Rang 26 im Einzel und 1995 mit Rang 98 im Doppel. Auf der WTA Tour gewann sie ihren einzigen Titel 1994 in Hobart, wo sie im Turnierverlauf Lindsay Davenport eliminierte. 1994 erreichte sie bei den US Open das Achtelfinale. Es war ihr größter Erfolg bei insgesamt 22 Teilnahmen an Grand-Slam-Turnieren.
Zwischen 1992 und 1995 spielte sie fünfmal für die japanische Fed-Cup-Mannschaft. Mana Endo verabschiedete sich 1998 vom Profitennis.

## Turniersiege

### Einzel
| Nr. | Datum           | Turnier | Kategorie   | Belag     | Finalgegnerin    | Ergebnis       |
| --- | --------------- | ------- | ----------- | --------- | ---------------- | -------------- |
| 1.  | 15. Januar 1994 | Hobart  | WTA Tier IV | Hartplatz | Rachel McQuillan | 6:1, 6:71, 6:4 |